# Kalevi Kiviniemi

Kalevi Kiviniemi (2013)

Kalevi Ilmari Kiviniemi (* 30. Juni 1958 in Jalasjärvi; † 3. April 2024) war ein finnischer Konzertorganist und Komponist. Er war bekannt für finnische und französische Orgelmusik, die er auf historischen Orgeln spielte und aufnahm, darunter in der Kathedrale Notre-Dame de Paris. Er war auch ein bedeutender Improvisator.

## Leben
Kalevi Kiviniemi legte 1981 das Examen als Kantor und Organist ab und studierte weiter für das Konzertdiplom an der Sibelius-Akademie in Helsinki, Literaturspiel bei Eero Väätäinen, Improvisation bei Olli Linjama. Die internationale Karriere von Kalevi Kiviniemi begann in den frühen 1990er Jahren mit Konzerten in Japan und London. Er konzertierte in Europa, den USA, Asien, Australien und den Philippinen.
Kiviniemi trat mehrfach in der Kathedrale Notre-Dame de Paris auf. Sein erstes Konzert 2000, zusammen mit Olivier Latry (titulaire des grands orgue), wurde für das Fernsehen aufgenommen. Sein erstes Solokonzert gab er 2002.
2009 spielte er Transkriptionen für Orgel im Konzerthaus Dortmund. Im Herbst 2010 konzertierte er in der Laurenskerk in Rotterdam, beim Internationalen Düsseldorfer Orgelfestival an der Rieger-Orgel in St. Lambertus, bei den Wuppertaler Orgeltagen an der Seifert-Orgel der Beyenburger Klosterkirche, an der Mebold-Orgel in St. Martin Idstein und beim XII. Internationalen Orgelherbst in Straelen.
Kiviniemi war Mitglied der Jury bei internationalen Orgelwettbewerben, wie 1996 bei den Internationalen Orgelwochen Nürnberg, 1998 in Capri, 2001 im Dom zu Speyer und 2005 bei der Internationalen Orgelwoche in Korschenbroich. Er hielt Meisterklassen, zum Beispiel an der Ruhr-Universität Bochum. Er war künstlerischer Leiter der Lahti Organ Week in Finnland von 1991 bis 2001. Er starb im April 2024 im Alter von 65 Jahren.

## Einspielungen
Kiviniemis Diskographie umfasste 2010 mehr als 140 Titel, darunter Aufnahmen auf historischen Orgeln in den USA, Japan, auf den Philippinen, in Australien, Italien, Frankreich, der Schweiz und Deutschland, zum Beispiel der Cavaillé-Coll-Orgel von St-Ouen de Rouen. Kiviniemi war der erste, der das gesamte Orgelwerk von Jean Sibelius aufnahm.

### EinspielungenOrganEra
Beim finnischen Label Fuga begann er 2001 eine Serie von 20 Alben unter dem Titel OrganEra.
- Vol. 1 Renaissance-Tänze, Werke von Francesco Bendusi, Antonio Valente, Tielman Susato, Adriano Banchieri, Hans Neusidler und Claude Gervaise, unter anderen, aufgenommen auf der Renaissance-Orgel der Schlosskirche von Schloss Wilhelmsburg in Schmalkalden, 2001[14]
- Vol. 2 Bamboo Organ, Werke von Michel Corrette, Jean-Baptiste Lully, Jean-Philippe Rameau, Antonio de Cabezón, Juan Bautista José Cabanilles, Luis de Milán, Luys de Narváez, Fortunato Chelleri, Johann Kaspar Kerll, Gaetano Piazza, Gioachino Rossini, John Blow und John Stanley, unter anderen, aufgenommen auf der Bambus-Orgel von Las Piñas in Manila, 2003[15]
- Vol. 3 Heroic Song, aufgenommen auf der Orgel der Lapua Cathedral, 2003[16]
- Vol. 4 Angel Dream, Transkriptionen für Orgel, aufgenommen auf der Orgel der Lapua Cathedral, 2003[17]
- Vol. 5 Waltzing Matilda, aufgenommen auf der Grand Concert Organ der Melbourne Town Hall[18]
- Vol. 6 Serassi, Italienische Orgelmusik, Werke von Niccolo Moretti, Antonio Diana, Baldassare Galuppi, Vincenzo Palafuti, Michelangelo Rossi, Domenico Zipoli und Padre Davide da Bergamo, unter anderen, aufgenommen auf der Serassi-Orgel von San Biagio in Caprino Bergamasco, 2004[19]
- Vol. 7 Sibelius, Jean Sibelius Complete Organ Works, aufgenommen auf der Walcker-Orgel der Stadtkirche in Winterthur, 2004[20][11]
- Vol. 8 Canonnade, aufgenommen auf der Holzhey-Orgel der Abtei Neresheim, 2004[21]
- Vol. 9 Bombarde, aufgenommen auf der Orgel der Matthäuskirche in Stuttgart, 2004[22]
- Vol. 10 Liszt
- Vol. 11 Wurlitzer
- Vol. 12 Jehan Alain, Werke von Jehan Alain, aufgenommen auf der Orgel der Church of the Cross in Lahti, 2006[23]
- Vol. 13 Franck, Werke von César Franck, aufgenommen in der Central Pori Church, 2009[24][25]
- Vol. 14 Cavaillé-Coll, Werke von Marcel Dupré, Henri Nibelle, César Franck, Alexandre Guilmant, Charles-Marie Widor und Improvisation von Kiviniemi, aufgenommen auf der Orgel von St-Ouen de Rouen, 2008 und 2009.[26][27]
- Vol. 15 Redemption, 2011
- Vol. 16 The Cliburn Organ, 2016
- Vol. 17 Finlandia, 2016
- Vol. 18 Antico, 2012
- Vol. 19 Stockwerk, 2016
- Vol. 20 Organ Gravitation, 2018

### Andere Einspielungen
- Chicago Concert, Werke von Gabriel Pierné, Joseph Bonnet, Marcel Dupré, Charles-Marie Widor, Camille Saint-Saëns, Aulis Sallinen, Joonas Kokkonen, Aimo Känkänen, Jean Sibelius und Improvisation von Kiviniemi, 2000 arkivmusic.com
- Lakeuden Ristin urut (Orgel der Kirche Lakeuden Risti), Werke von Franz Liszt (arr. Kiviniemi), César Franck, Alexandre Guilmant, Marcel Dupré, Pierre Cochereau, eigene Werke, Oskar Merikanto, aufgenommen in Seinäjoki in Lakeuden Risti (Architekt Alvar Aalto), Orgel der Kangasala Organ Factory, 2009[28]

### Auszeichnungen für Einspielungen
Viele seiner Aufnahmen gewannen Preise. Improvisation wurde 1999 Star Recording des Magazins The Organ, Visions, Finnische Orgelmusik und erhielt den Janne-Preis für die beste finnische Solo-Aufnahme. Seine CD Lakeuden Ristin Urut wurde 2009 in den USA zum besten Orgelalbum gewählt.

## Kompositionen
- Suite francaise
  - Caprice héroique, hommage à Aristide Cavaillé-Coll
  - Souvenir, hommage à Madame Dupré
  - Carillon, hommage à Marcel Dupré[26]
- Fantasia Suomalainen rukous (2008)[28]

## Auszeichnungen
Kalevi Kiviniemi erhielt 2003 den Luonnotar-Preis beim Sibelius-Festival in Lahti und 2004 den Preis der Organum Society für seine Verdienste um die finnische Orgelmusik. 2009 erhielt er den Staatspreis für Musik in Finnland für sein Lebenswerk.